# Kaleidoscope Heart
Kaleidoscope Heart é o terceiro álbum de estúdio da cantora e compositora norte-americana Sara Bareilles, lançado em 7 de setembro de 2010. O álbum recebeu resenhas geralmente positivas, obtendo uma média de 65/100 no Metacritic, que se baseou em seis críticas recolhidas.
Estreou na primeira posição da Billboard 200, com 90 mil cópias vendidas em sua primeira semana, das quais 59 mil foram digitais. Esse foi o quinto menor número de vendas de um álbum número um nessa parada.

## Precedentes
Sara disse em seu site oficial qual foi a razão por trás do nome do álbum, "Escolhi o nome do álbum meses antes de mesmo terminar de escrever as canções. Adoro a imagem destas palavras, e elas realmente representam como eu vejo meu coração. É a soma colorida, porém fragmentada, sempre em mudança, de todos os diferentes pedaços que o formam. O Caleidoscópio (do Inglês, Kaleidoscope) é a ferramenta que ajuda a dar sentido à bagunça. Ou ao menos a torna agradável de olhar". O título do álbum, "Kaleidoscope Heart", foi escolhido por Sara da letra da bridge de "Uncharted".
Ela também disse que sofreu de "bloqueio de escritor" depois do lançamento de seu primeiro álbum, "Little Voice", mas depois de escrever a música "Uncharted", ela conseguiu inspiração para escrever o resto do disco.

## Divulgação
Em 12 de maio (Canadá) e 14 de maio (EUA), no último episódio da quarta temporada de "Brothers and Sisters", uma nova música de Sara foi tocada durante uma cena. Foi confirmado pela emissora ABC que a música se chamava "Uncharted". Em 1 de junho, a lista de faixas e data de lançamento do disco foram divulgadas. 
Ela cantou "King of Anything" no The Tonight Show with Jay Leno, em 3 de setembro de 2010.
A música Uncharted é a música de abertura da série Audrina estrelada por Audrina Patridge.

## Singles
Seu primeiro single, "King of Anything", foi lançado em 10 de maio de 2010 e alcançou a posição #32 na Billboard Hot 100.
O segundo single, "Uncharted", foi lançado em 13 de janeiro e o terceiro, "Gonna Get Over You" em 16 de setembro, ambos em 2011.

## Lista de faixas
Todas as faixas escritas e compostas por Sara Bareilles, exceto quando registrado. 
| Edição padrão |                                            |                       |         |  |
| N.º           | Título                                     | Compositor(es)        | Duração |  |
| 1.            | "Kaleidoscope Heart"                       |                       | 1:02    |  |
| 2.            | "Uncharted"                                |                       | 3:36    |  |
| 3.            | "Gonna Get Over You"                       | Bareilles, Sam Farrar | 4:16    |  |
| 4.            | "Hold My Heart"                            |                       | 4:33    |  |
| 5.            | "King of Anything"                         |                       | 3:29    |  |
| 6.            | "Say You're Sorry"                         |                       | 3:41    |  |
| 7.            | "The Light"                                |                       | 4:23    |  |
| 8.            | "Basket Case"                              |                       | 4:12    |  |
| 9.            | "Let the Rain"                             |                       | 3:40    |  |
| 10.           | "Machine Gun"                              |                       | 4:08    |  |
| 11.           | "Not Alone"                                |                       | 3:42    |  |
| 12.           | "Breathe Again"                            |                       | 4:58    |  |
| 13.           | "Bluebird"                                 |                       | 4:04    |  |
| 14.           | "Carolina" (apenas na pré-ordem do iTunes) |                       |         |  |

Versão com faixas bônus exclusiva da Target
1. "Gonna Get Over You" (demo)
2. "Send Me the Moon"
3. "King of Anything (Strings Version)"

## Paradas musicais
| Paradas (2010)                 | Melhor posição |
| ------------------------------ | -------------- |
| Canadá (Canadian Albums Chart) | 13             |
| Estados Unidos (Billboard 200) | 1              |